# Jack Günthard
Jack Günthard (Hirzel, 8 januari 1920 - Biel/Bienne, 7 augustus 2016) was een Zwitsers turner.
Günthard won met de Zwitserse ploeg in 1950 de wereldtitel in de landenwedstrijd. Tijdens de Olympische Zomerspelen 1952 won Günthard de gouden medaille aan de rekstok en de zilveren medaille in de landenwedstrijd.

## Resultaten

### Olympische Zomerspelen
| Jaar | Plaats   | Resultaten                                                              |
| ---- | -------- | ----------------------------------------------------------------------- |
| 1952 | Helsinki | aan de rekstok in de landenwedstrijd 13e aan de brug 17e in de meerkamp |

### Wereldkampioenschappen turnen
| Jaar | Plaats | Resultaten                                                           |
| ---- | ------ | -------------------------------------------------------------------- |
| 1950 | Bazel  | in de landenwedstrijd                                                |
| 1954 | Rome   | in de landenwedstrijd · 12e in de meerkamp · 6e op het paard voltige |

1896: Hermann Weingärtner ·
1904: Anton Heida, Edward Hennig ·
1924: Leon Štukelj ·
1928: Georges Miez ·
1932: Dallas Bixler ·
1936: Aleksanteri Saarvala ·
1948: Josef Stalder ·
1952: Jack Günthard ·
1956: Takashi Ono ·
1960: Takashi Ono ·
1964: Boris Sjachlin ·
1968: Akinori Nakayama, Mikhail Voronin ·
1972: Mitsuo Tsukahara ·
1976: Mitsuo Tsukahara ·
1980: Stojan Deltsjev ·
1984: Shinji Morisue ·
1988: Vladimir Artemov, Valery Ljoekin ·
1992: Trent Dimas ·
1996: Andreas Wecker ·
2000: Aleksej Nemov ·
2004: Igor Cassina ·
2008: Zou Kai ·
2012: Epke Zonderland ·
2016: Fabian Hambüchen ·
2020: Daiki Hashimoto · 
2024: Shinnosuke Oka
- Gemeinsame Normdatei: 126462569
- Historisch woordenboek van Zwitserland: 048682
- International Standard Name Identifier: 0000 0000 1435 9015
- Virtual International Authority File: 55140354
- WorldCat: E39PBJm4XDgTT8vTjV9jJKYgKd